# S-PLUS
S-PLUS — комерційний різновид мови програмування S, яку реалізує компанія TIBCO Software Inc. Основою особливістю S-PLUS є об'єктно-орієнтований підхід в програмуванні і «просунуті» аналітичні алгоритми.